# Mélanie Leblanc
Mélanie Leblanc, née en 1980 à Rouen, est une poétesse, traductrice et enseignante française.
Elle intervient également dans les établissements scolaires pour expliquer son métier aux plus jeunes.
Auteure de poésie, Mélanie Leblanc est également professeure de littérature et de cinéma, en tant qu'enseignante dans l'éducation nationale.
Elle vit en Normandie dont elle est originaire et dont les paysages lui inspirent certains de ses textes comme  Des falaises, en référence aux paysages haut normands.
Mélanie Leblanc utilise de nombreux supports et divers matériaux pour y apposer son écriture : divers papiers mais aussi luminaires, vitrines, potirons et elle écrit parfois même sur les corps de ses lecteurs. Elle réalise des interventions de lecture ou de graphie dans l'espace public. Elle collabore régulièrement avec la musicienne Gisèle Pape.
Elle travaille également des formes de livres différentes : son ouvrage Quand mon cœur est un livre-objet, créé lors d'une résidence au musée Stéphane Mallarmé en 2019 et 2020. Des étoiles filantes, 2018, est également un livre-objet dont on peut offrir des pages. Les deux ouvrages créés en 2020 sont également des créations : Quand mon cœur est un leporello de cartes poétiques, Les Dés poétiques sont trois dés pour composer des poèmes au hasard.
Elle aborde dans son ouvrage Le labyrinthe des jours, publié en 2021 aux éditions Le Castor astral, un symbole ancestral, le labyrinthe [pas clair], y questionnant la place des femmes, et dessinant, avec une grande liberté graphique, une sortie possible de l'enfermement.
Mélanie Leblanc réalise également des lectures itinérantes, lectures dessinées, lectures musicales et est intervenue au musée des Beaux-Arts d'Angers dans le cadre de Musée-Poésie.

## Publications
- 108 voeux, éditions les Venterniers, 2023
- Encrer l'invisible, Le Castor Astral, 2023
- Le Manifeste du NOUS, Éditions Les Venterniers, 2022
- Le labyrinthe des jours, Le Castor astral, 2021
- Les gens qui osent, co-écrit avec Magali Dulain, éditions Les Venterniers, 2021
- Quand mon coeur,  Éditions Les Venterniers, 2020
- Des étoiles filantes, Éditions Les Venterniers, 2018
- presque je vole, éditions Derrière la salle de bain, 2017
- éphéméride, Éditions Les Venterniers, 2016
- Des Falaises, Cheyne Éditeur, 2016

Les textes de Mélanie Leblanc sont également publiés dans les revues : N47, Recours au poème, Triages, Verso, Décharge, Ce qui reste, ainsi que dans la série des livre pauvre pour l'ensemble de Daniel Leuwers, collection dirigée par Armand Dupuy.
Mélanie Leblanc a par ailleurs traduit les poèmes de Karen Dalton aux éditions Derrière la salle de bain en 2016.